# João Donato
João Donato de Oliveira Neto (Río Branco, 17 de agosto de 1934-Río de Janeiro, 17 de julio de 2023) fue un músico brasileño de jazz y bossa nova. Inició su carrera  de la mano del músico Altamiro Carrilho y llegó a actuar con exponentes de la música brasileña como Antonio Carlos Jobim y Astrud Gilberto.

## Carrera
Profesional desde los 15 años, tocaba el acordeón en el Club de Fans de Sinatra-Farney. Grabó música por primera vez con Altamiro Carrilho. Poco después se unió a una banda dirigida por el violinista Fafá Lemos, que tocaba en clubes nocturnos brasileños. Su primer álbum en solitario se publicó en 1953, y más adelante dirigió el grupo de bossa nova Os Namorados.
Donato se convirtió en arreglista y pianista del grupo Garotos da Lua, al que se unió João Gilberto. Tras trasladarse a São Paulo, tocó en la Orquesta de Luís César y en el grupo Os Copacabanas. En 1956 grabó un álbum para Odeon Records que fue producido por Antonio Carlos Jobim. Donato escribió "Minha Saudade" con Gilberto, canción que se convirtió en un éxito. En una entrevista de los años 1970, Gilberto afirmó que Donato inspiró la creación de la bossa nova.
Los puestos de trabajo en los clubes nocturnos disminuyeron cuando los clientes dijeron que no podían bailar con su música. Al no poder encontrar trabajo en su país, abandonó Brasil después de que su amigo Nanai, antiguo miembro de Os Namorados, le ofreciera un trabajo en los Estados Unidos. Durante la siguiente década, grabó con artistas como Mongo Santamaría, Tito Puente, Astrud Gilberto, Bud Shank y Cal Tjader. Entre sus éxitos se encuentran "A Rã" y "Caranguejo", ambos grabados por Sergio Mendes. Su álbum A Bad Donato (1970) fue grabado con el bajista de jazz Ron Carter. Se convirtió además en director musical de la cantante brasileña Gal Costa en 1974. A partir de ese momento continuó grabando álbumes en calidad de solista, y como líder del João Donato Trio.

## Premios y legado
En 2010, el álbum Sambolero de João Donato Trio, obtuvo el Premio Grammy Latino al Mejor Álbum de Jazz Latino en la décima edición de dicho evento.
En 2016 fue nominado al Premio Grammy Latino al Mejor Álbum Instrumental por su disco Donato Elétrico. El álbum también fue elegido por la edición brasileña de la revista Rolling Stone como el 11º mejor álbum brasileño de 2016. Su álbum Sintetizamor fue nombrado por la misma revista como uno de los mejores de 2017.
El artista Alexandre Carvalho dos Santos se refirió a su música:

Recomiendo un concierto de João Donato no sólo a quien esté interesado en música de primera clase, un pianista impresionante y una selección de composiciones históricas. Lo recomiendo a cualquiera que necesite un antidepresivo, una sesión de acupuntura o cualquier otra forma de relajación profunda. Tomé mi dosis un domingo por la noche, desde un espectáculo en São Paulo. Un momento perfecto para empezar una semana creyendo que la felicidad existe, a pesar de tu jefe.

## Discografía

### Como líder
- A Bossa Muito Moderna De Donato E Seu Trio (Polydor, 1963)
- The New Sound of Brazil (RCA Victor, 1965)
- Sambou Sambou (Pacific Jazz, 1965)
- A Bad Donato (Blue Thumb, 1970)
- Quem e Quem (Odeon, 1973)
- DonatoDeodato (Muse, 1973)
- Lugar Comum (Philips, 1975)
- Leilíadas (Elektra Musician, 1986)
- Coisas tão simples (Odeon, 1995)
- Café com Oão con Eloir de Moraes (Lumiar Discos, 1997)
- Só Danço Samba (Lumiar Discos, 1999)
- Remando Na Raia (Lumiar Discos, 2001)
- Ê Lalá Lay-Ê (DeckDisc, 2001)
- Managarroba (Deckdisc, 2002)
- Wanda Sá Com João Donato (Deckdisc, 2003)
- A Blue Donato (Whatmusic, 2005)
- João Donato Reecontra Maria Tita (Lumiar Discos, 2006)
- Dois Panos para Manga con Paulo Moura (Biscoito Fino, 2006)
- Uma Tarde Com Bud Shank e João Donato (Biscoito Fino, 2007)
- O Piano De João Donato (Deckdisc, 2007)
- Donatural (Biscoito Fino, 2009)
- Água with Paula Morelenbaum (Biscoito Fino, 2010)
- Live Jazz in Rio Vol 1 - O Couro Ta Comendo! (Discobertas, 2014)
- Donato Elétrico (Selo, 2016)
- Sintetizamor (Polysom, 2017)
- Raridades (Discobertas, 2018)
- Gozando a Existência (Discobertas, 2018)